# 韩熙庭
韩熙庭（1987年10月16日—），山东青岛人，中华人民共和国演员。

## 生平
韩熙庭毕业于亚视演艺学院表演系，之后担任平面模特。2011年，参演张艺谋执导的电影《金陵十三钗》，剧中扮演怡春。2013年11月，她出演的都市爱情剧《最美的时光》，之后退出影视圈。2017年，中弘股份实际控制人、董事长王永红曾为韩熙庭拍下价值1.24亿港元的古董。

## 作品

### 电影
| 年份   | 片名           | 飾演 | 导演   |
| 2011年 | 《金陵十三钗》 | 怡春 | 张艺谋 |

### 电视剧
| 年份   | 片名                       | 飾演   | 导演   |
| 2013年 | 《最美的时光》             | 许怜霜 | 曾丽珍 |
| 2011年 | 《张艺谋和他的金陵十三钗》 | 自己   | 罗莎莎 |